# 柳本啓成
柳本啓成（1972年10月15日—），已退役日本足球運動員，前日本國家足球隊成員。

## 俱樂部生涯
出生于1972年的柳本是为数不多在大阪樱花和大阪飞脚这对死敌都效力3年以上的球员，也进过国家队，年轻时也因为自己出众的外貌，受到女性粉丝的大欢迎。现在拥有自己的一支业余球会YF奈良。

## 個人生活
柳本的妻子冈元厚子1973年出生，还是法学毕业，（两人去年年底刚离婚）以胸大著称，两人经过8年爱情长跑于2005年走在一起，12年后的今天离婚。

## 外部連結
- National Football Teams （页面存档备份，存于）
- Japan National Football Team Database
- 柳本啓成 – FIFA國際賽競賽紀錄 (存檔) （英文）
- 柳本啓成在 National-Football-Teams.com 上的出场纪录 （英文）
- YANAGI FIELDヤナギフィールド （页面存档备份，存于）